# Tolga Mendi
Tolga Mendi (* 23. März 1993 in Adana) ist ein türkischer Schauspieler.

## Leben und Karriere
Mendi wurde am 23. März 1993 in Adana geboren. Da seine Familie religiös war, waren sie gegen seine Schauspielkarriere.  Er studierte an der Çukurova Üniversitesi. Sein Debüt gab er 2015 in der Fernsehserie Acı Aşk. Seinen Durchbruch hatte er in der Serie Yeni Gelin. Außerdem bekam er 2020 in Sol Yanım die Hauptrolle. Seit 2022 ist Mendi in Emanet zu sehen.

## Filmografie
Serien
- 2015: Acı Aşk
- 2016: Rüzgarın Kalbi
- 2017–2018: Yeni Gelin
- 2020–2021: Sol Yanım
- 2022: Emanet